# 伊萬·特里茨科夫斯基
伊萬·特里茨科夫斯基（羅馬化：Ivan Trichkovski；1987年4月18日—）是一位北馬其頓足球運動員。在場上的位置是前鋒或邊鋒。他現在效力於塞浦路斯足球甲級聯賽球隊AEK拉納卡足球俱樂部。他也代表馬其頓國家足球隊參賽。